# 그라우팅

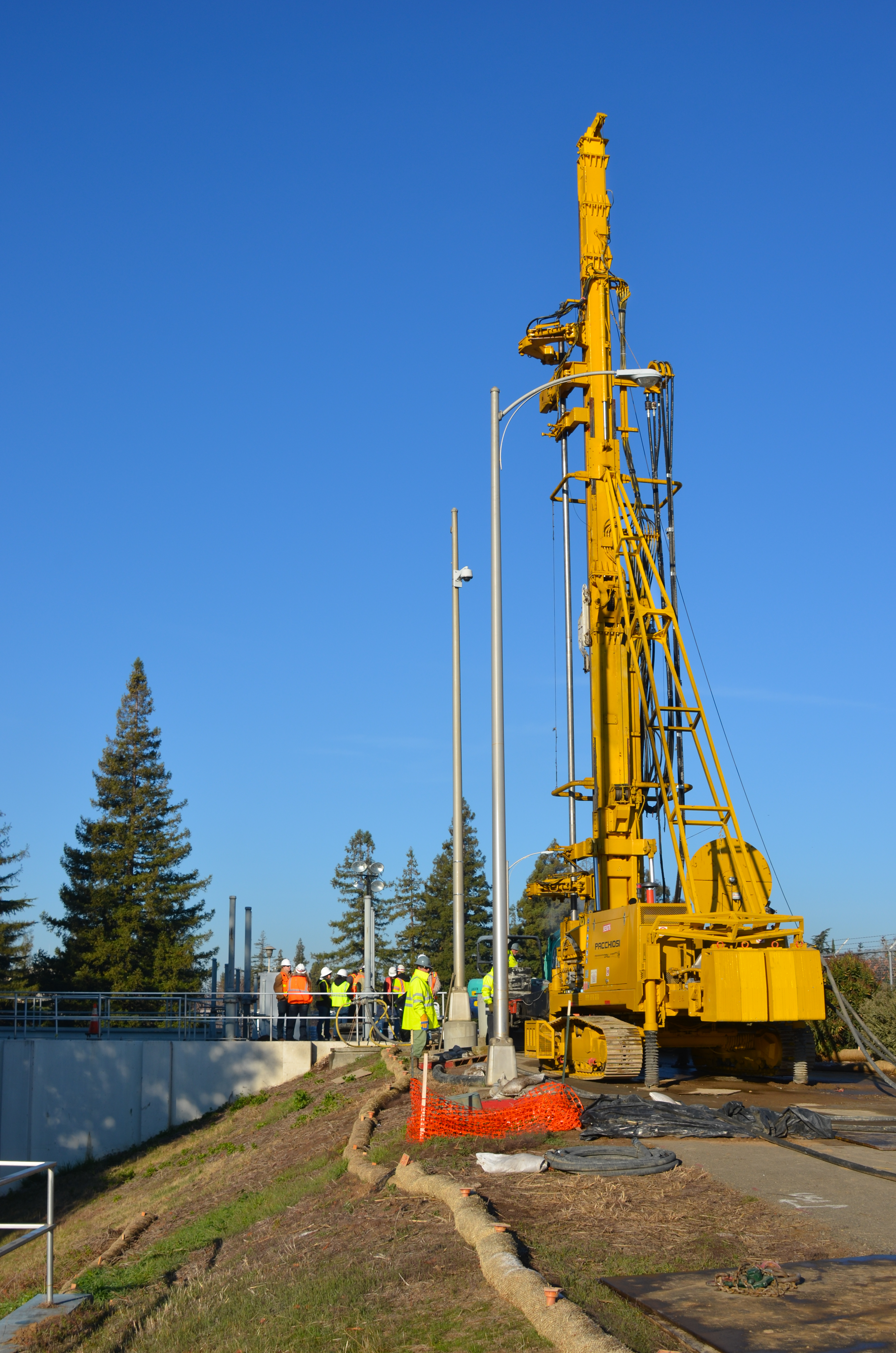
땅 속의 물이 스며들지 않도록 지수벽을 만들기 위해 지중에 제트 그라우팅을 하는 모습. 2013년 미국 공병단. 캘리포니아주 새크라멘토

그라우팅(영어: grouting)은 지반의 고결화, 지반의 지지력 증가, 투수성 감소, 지반과 구조물과의 일체화 등을 목적으로 기초지반이나 구조물 주변 및 구조물 자체 내부로 각종 시멘트, 모르타르, 약제 등의 그라우트를 주입하는 것이다.
흙 속의 공극이나 암반의 균열에 주입제를 넣어 지수벽을 만들 목적으로 설치하는 커튼 그라우팅, 콘크리트 댐과 같은 구조물과 기초 암반과의 일체화, 기초 암반의 변형성과 강도 등을 개량할 목적으로 실시하는 컨솔리데이션 그라우팅 등이 있다.

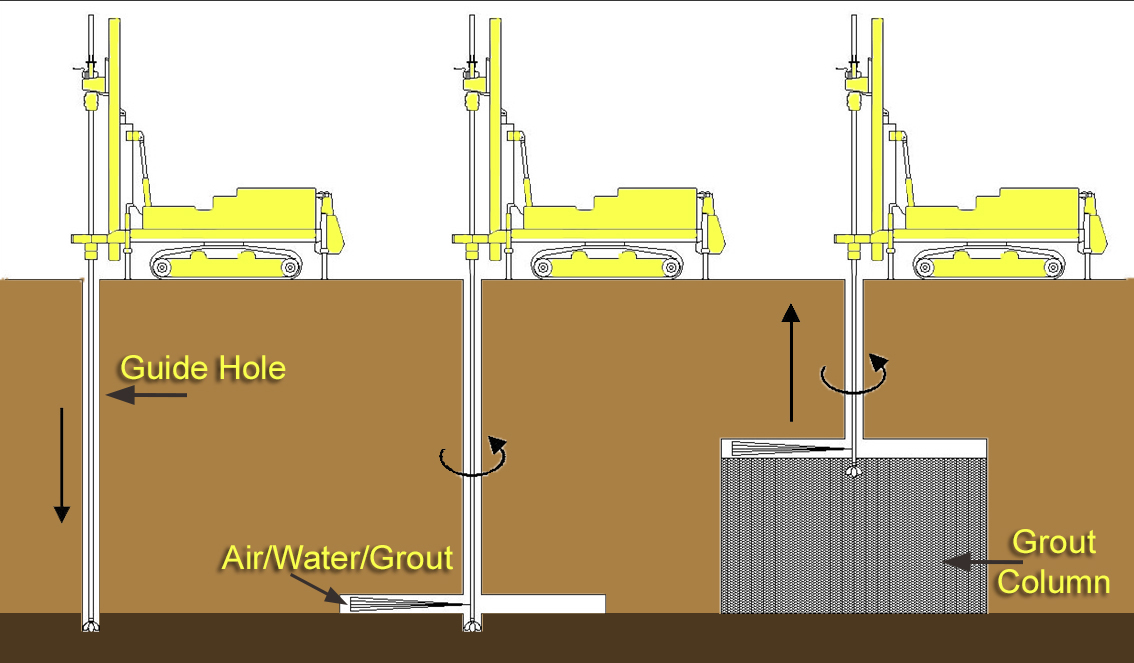
Jet grouting.

## 그라우트
그라우트(영어: grout)는 지반이나 암반 등에 그라우팅을 할 때 사용하는 재료로, 시멘트, 점토, 벤토나이트, 아스팔트의 용액, 약액 등으로 이루어진다.

## 같이 보기
- 모르타르
- 댐